# 超重
超重的定义通常是比標準身形有更多的身体脂肪。肥胖是常见的疾病，特别是在粮食供应充足，且民眾生活方式流於久坐不立的地方。美国成年人口中，高达64％被认为超重或肥胖，而且这一比例在过去40年中一直增加。
過重已經達到流行性的程度，全球有十億成年人存在超重或肥胖的問題。 此觀察已經增加至各個年齡組別。
一個健康的身體需要適量的脂肪以便使荷爾蒙、生殖和免疫系統適當地運作，及作為散熱、對過敏範圍的震動吸收作用，並作為能量供身體未來的活動。但當脂肪積累太多時可阻礙動作和彈性，還可能轉變身形。

## 分类
一個人超重的程度通常用身高體重指數量度。超重的定義是身高體重指數等於和多於二十五。二十五至三十代表超重；三十或以上則代表肥胖症。 其他常用的方法去計算人體的脂肪如下:
- 身高體重指數 (BMI)

身高體重指數是一個人的體重與身高的比例，是研究員和顧問機構最常用的方法。它可以從這個方程式計算出來：體重除以高度二次方。所以，它的單位應是公斤每平方米，但這個指數通常是不會加上單位的。超重的指標按種族而異。根據國立健康研究院 (美國)和世界衛生組織現時的定義，白人、拉丁人和黑人的身高體重指數25或以上屬超重，亞洲人則是23或以上，而所有人種的肥胖症定義都是30或以上。
身高體重指數遠比只量度體重準確。它與身體脂肪百份比和身體脂肪質量息息相關。 它並不會把懷孕、健身等因素計算在內，不過它可以準確反映多數成年人的脂肪比例。
- 身體體積指數

身體體積指數 (BVI) 在2000年被發明。它是利用電腦去量度人的體重，可代替身高體重指數去量度超重程度。身體體積指數使用立體軟件去製造一個準確的人體模型，所以BVI可以分別出身高體重指數相同但是體型、體重分布不同的人。
身體體積指數量度一個人的體重何脂肪積類在哪兒，而不是看總體的脂肪或體重，而且特別留意腹部的情況。近年來，人們開始接受腹部對健康的影響較大。
- 简单测量体重法

测量自身体重并且与拥有理想体重之人进行对比. 这是最简单也是最通常的方法, 但精准性低, 因为这只考虑到了体重而没有考虑到其他诸多的影响因素例如身高, 身型,以及肌肉组织所占重量的比例.
- 皮脂卡尺或 "揉捏测试"

揉捏身體上數個特定的位置，測量皮膚摺疊的厚度，從皮下脂肪的厚度計算身體的脂肪總量。這個方法可準確算出大部分人的脂肪量，但它假設的脂肪分佈不適用於個別人士，而且忽略不貯在皮下的脂肪。測試者本人不可能準確測量，通常需要專家詳細測試和分析。
- 生物電阻抗分析

利用微電流通過身體測量電阻，由於脂肪和肌肉導電能力不同，這個方法可直接測量身體脂肪百分比。以往，只有專家能透過特殊設備進行準確測量，但現在市面上的儀器已能讓用家在沒有受訓練的情況下進行自我測量。儘管這過程在多年來不斷被簡化，但仍要注意水合作用、體溫等影響結果的因素。
- 水下皮脂測定法

測量身體脂肪最準確的方法之一，利用特殊儀器量度完全潛入水中的測試者體重，與在陸上的體重比較，確定整體身體密度。由於脂肪較肌肉的密度低，正確使用能準確估計身體的脂肪含量，唯這個技術需要昂貴的特殊設備和專家操作。
- 雙能量放射線吸收測量法（DEXA）

最初用作測量骨頭密度，DEXA影像能利用各種身體組織密度精確測量脂肪量，但需要昂貴的醫療設備和專家操作。
身體質量指數忽略極端肌肉質量、罕見的遺傳因子或其他個人差異，因此會出現身體質量指數低於25的人士身體脂肪過多或身體質量指數高於25的人士沒有身體脂肪過多的可能性。 有些上述提及的檢測方法較身體質量指數準確，但複雜性也較大。
身體脂肪過多導致的超重，可能但不一定會造成健康問題。有研究發現，輕度超重至輕度肥胖（即身體質量指數介乎24和31.9）可能對身體有益，較正常體重或過輕能活得更久。

## 健康相關的影響

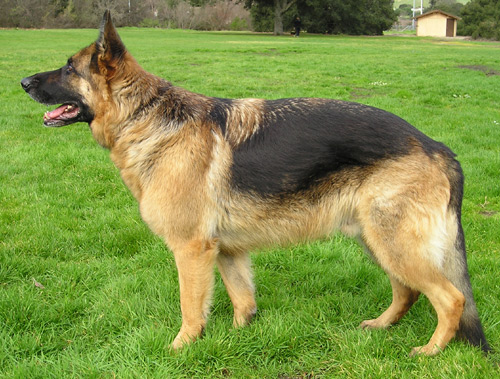
動物也會超重。

雖然肥胖症的健康影響在醫學社群裡得到共識，超重對健康的影響卻較具爭議。廣泛被接納的理論是，超重引起的健康問題與肥胖症一樣，只是程度較小。 Adams et al. 估計超重的人死亡機會率比普通人大兩成至三成， 而且Framingham心臟研究發現四十歲時超重會把死亡提早三年。 可是，Flegal et al. 發現超重的人的死亡機會率實際上可能比理想體重的人還要低。 超重被列為癌症主因之一，而且快要在已開發國家裡超越吸煙的地位了。
超重的人心理健康也會受到一定的風險。對於肥胖人士的歧視在很多社會裡都十分盛行。這會影響他尋找配偶和工作的能力。超重人士的自尊心很可能比其他人低。這會使他們嚴重的沮喪、心靈受損毀。他們會把自己和外面的世界隔絕。青少年（尤其是女孩子）超重對他們影響特別大，而八歲以下的小童並不受超重影響。

## 原因
超重的原因是身體吸收的脂肪（進食）遠超過身體消秏的脂肪（運動及日常生活）。造成這種現象的成因包括：
- 運動量不足及久坐不動
- 進食過量
- 營養不良
- 遺傳
- 荷爾蒙失衡（如甲狀腺機能低下症）
- 新陳代謝出問題
- 進食失調（如過胖暴食症）
- 酗酒
- 壓力
- 睡眠不良或不足
- 精神病藥物（如奧氮平）
- 戒菸及停止使用其他刺激物

## 治疗
有很多人接受某些治疗以试图减少自己的体重，其目的就在于提升自身健康水平，改善生活方式，或是替美化等方面着想。通常推荐的减肥方式是减少食量以及适度增加锻炼。对于那些体重远远超标的人来说，减肥药品则被更广泛的使用，当然，有时也会实施一些减肥手术。
最近有证据表明食用香料用姜黄将帮助减少身体的脂肪组织，而食用者本身不用对自己的饮食习惯做太大改变。该研究是建立在对老鼠的实验之上的，研究者下一步试图将其运用到人的身上。
研究表明，通过自身控制卡路里的摄入量也许会有短期效果，但对于长期的减少体重并没有太大作用，而且有可能造成全面反弹甚至超出原来体重。有鉴于此，不推荐仅以个人意志减少食品摄入量来进行减肥治疗，取而代之的是与增强锻炼共同作用以及创建个人瘦身计划。
有关于减肥治疗的医疗保险仍然不是很完善。然而人们认为，对于超重的人来说，减肥能降低健康隐患并提升生活质量，这里有一些仅仅为超重之人提供的建议，试图减肥对健康的影响有可能远远大于保持目前的体态。此外，对于所有人来说，迅速地降低体重然后又增加回来（即「体重循环」或称为「溜溜球式节食」）会对身体造成更多伤害并且成为今后重大健康问题的隐患，因为这种减肥方式减掉更多的是肌肉而不是脂肪组织。

## 资料来源
1. ↑  Flegal, Katherine M.; Carroll, Margaret D.; Johnson, Clifford L. . JAMA. 2002, 288 (14): 1723–1727  [2010-01-04]. PMID 12365955. doi:10.1001/jama.288.14.1723. （原始内容存档于2010-11-09）.
2. ↑  , World Health Organization, 2003  [2009-04-27], （原始内容存档于2008-12-18）
3. ↑  , Geneva: World Health Organization, 1999, PMID 11234459
4. ↑   (PDF), National Institutes of Health, September 1998  [2009-04-27], （原始内容存档 (PDF)于2014-06-21）
5. ↑  Gray, D. S.; Fujioka, K. J. . Journal of Clinical Epidemiology. 1991, 44 (6): 545–50. PMID 2037859. doi:10.1016/0895-4356(91)90218-X.
6. ↑  Craver, R.(10 September 2008) "Location, not volume, of fat found to be key" Archive.today的存檔，存档日期2008-10-14 www.journalnow.com. Retrieved on 2008-10-09
7. ↑  Gallagher, Dympna; Heymsfield, Steven B.; Jebb, Susan A.; Sakamoto, Yoichi. . American Journal of Clinical Nutrition. 1 September 2000, 72 (3): 694–701  [2010-01-04]. PMID 10966886. （原始内容存档于2006-01-11）. Authors list列表中的|first3=缺少|last3= (帮助)
8. ↑  , Statesman,   [November 26, 2009], （原始内容存档于2012-09-13）
9. ↑  , WNDU,   [Nov 26, 2009], （原始内容存档于2013-02-09）
10. ↑  Adams, Kenneth F.; Schatzkin, Arthur; Harris, Tamara B.; Kipnis, Victor; Mouw, Traci; Ballard-Barbash,, Rachel; Hollenbeck, Albert; Leitzmann, Michael F. . NEJM. 2006, 355 (8): 763–788  [2010-01-04]. PMID 16926275. doi:10.1056/NEJMoa055643. （原始内容存档于2009-05-01）.
11. ↑  Peeters, A.; Barendregt, J. J.; Willekens, F.; Mackenbach, J. P.; Al Mamun, A.; Bonneux, L. . Ann. Intern. Med. January 2003, 138 (1): 24–32. PMID 12513041.
12. ↑  Flegal, Katherine M.; Graubard, Barry I.; Williamson, David F.; Gail, Mitchell H. . JAMA. 2005, 293 (15): 1861–1867  [2010-01-04]. PMID 15840860. doi:10.1001/jama.293.15.1861. （原始内容存档于2010-01-13）.
13. ↑  Kolata, Gina, , New York Times, 7 November 2007  [2009-04-27], （原始内容存档于2011-10-16） (requires free registration)
14. ↑  Wanjek, Christopher, , LiveScience, 19 February 2008  [2009-04-27], （原始内容存档于2008-09-06）
15. ↑  Kirschenbaum, Daniel S. "Effect of Obesity or Being Overweight on Self-Esteem." My Overweight Child. (2006). Retrieved on 2009-05-20. 的存檔，存档日期2009-05-01.
16. ↑  .   [2010-01-04]. （原始内容存档于2009-12-22）.
17. ↑  Polivy, Janet; Herman, C. Peter. . American Psychologist. 1985, 40 (2)  [2025-07-24]. ISSN 1935-990X. doi:10.1037/0003-066X.40.2.193 （英语）.
18. ↑  Sørensen, T. I.,; Rissanen, A.; Korkeila, M.; Kaprio, J. . PLoS. 2005, 2 (6): e171. PMID 15971946. doi:10.1371/journal.pmed.0020171.